# Михаил Италик
Михаил Италик (ср.-греч. Μιχαήλ Ἰταλικόςn) — византийский ритор середины XII века, митрополит Филиппополя. Михаил Италик находится в одном ряду с такими видными епископами-эпистолографами комниновской эпохи, как Феофилакт Болгарский, Георгий Торник, Евстафий Солунский и Михаил Хониат.
Подробности жизненного пути Михаила Италика не известны. По мнению историка Панагиоса Агапитоса, он родился до 1090 года. Начало успешной карьере Михаила было положено в 1137 году, когда император Иоанн II Комнин включил его в посольство в Рим. На Рождество 1142 года Италик был назначен дидаскалом, толкователем Евангелий (διδάσκαλος τοῦ εὐαγγελίου) в высшей патриаршей школе при соборе Святой Софии. Традиционно для своего времени, важнейшее значение для Италика имели отношения с императорской семьей и двором. В одном из своих писем он сетовал, что другой дидаскал, Никифор Василаки, получает больше милостей от императора, чем он. Дидаскалы Софийского собора являлись проповедниками, получавшими фиксированное жалование, в обязанности которых входило наставлять жителей столицы в праведном образе жизни. На эту должность назначали людей, известных своим красноречием. Среди тех, чьего расположения Михаил добивался был охридский архиепископ Иоанн Комнин Охридский, член императорской семьи и сын севастократора Исаака Комнина. Иоанн (в миру Адриан) был назначен архиепископом на рубеже 1140-х годов, и перед отправлением в Болгарию Михаил посвятил новому архиепископу энкомий. Вскоре Италик был назначен митрополитом Филиппополя. В качестве главы епархии он пытался убедить короля Конрада III удержать участников Второго крестового похода от разорения пригородов Филиппополя. Крайне мало произведений Италика сохранилось от периода, когда он занимал пост митрополита. В письмах к своему бывшему ученику Феодору Продрому он жаловался на бедность своего нового дома и называл город погрязшим ереси, имея в виду, вероятно, павликиан (богомилов). Михаил находился в конфликте с местным духовенством и пытался добиться осуждения заподозренного в ереси монаха Нифонта. Обратившись к суду патриарха Николая Музалона, Нифонт добился оправдания. По мнению византиниста Майкла Энголда, потерпев поражение у патриарха, Италик принял решение подать в отставку. Умер Италик, вероятно, после 1157 года.
Из произведений Михаила Италика сохранились только речи и письма. Из речей внимание исследователей привлекла монодия на смерть куропатки, послужившую образцом для «Монодии на смерть щегла» Константина Манассии. Монодия на смерть севастократора Андроника Комника нередко привлекалась для реконструкции событий последней из серии византийско-печенежских войн. Дружеская переписка между Италиком и Феодором Продромом интересна с точки зрения анализа взаимоотношений в среде аристократии среднего уровня.

## Труды
- Michael Italikos. Lettres et discours / ed. P. Gautier. — Paris, 1972. — Vol. 14. — (Archives de l'Orient Chretien).